# Збройні сили Словенії
Збройні сили Словенії (словен. Slovenska vojska) — сукупність військ Словенії.

## Історія
Історія словенського війська бере початок від Карантанії — першої словенської держави, яка була сформована в VII столітті. Словенці боролися із турками з кінця XIV століття аж до великої перемоги в 1593 році під містом Сисак. В Словенії відбулося багато селянських повстань. Найбільші з них сталися у 1478, 1515, 1573, 1635 і 1731 роках. Зі словенських полків, які служили в армії Австро-Угорської імперії, у 1918 році були утворені перші Збройні сили Словенії в сучасній історії, до складу яких входило 12 тисяч солдатів. У боротьбі на північному кордоні, ця армія під командуванням генерала Рудольфа Майстера успішно захистила Марибор, включаючи його навколишні області та східну Корушку (Koroška). У 1919 році словенська армія була скасована і замінена югославською. За роки окупації між 1941—1945 років сформувалася самостійна партизанська армія. У серпні 1944 року в ній налічувалося 21 700 офіцерів, які були організовані у два корпуси та одну оперативну зону. Після закінчення війни армія саморозпустилася.

### Капеланство
У 2000 році був створений Військовий Вікаріат в Словенії. 21 вересня того ж року була підписана Угода між Урядом Словенії та Словенською конференцією Єпископів, в якій визначались основні принципи та завдання для забезпечення пастирської опіки військових.

## Склад Збройних сил

### Сухопутні війська
На озброєнні СВ Словенії перебувають модернізовані танки Т-55, 19 М-84 з 54, які вона отримала після розпаду Югославії.

### Військово-морські сили
У 1996 році на озброєння 430-ї ескадри був прийнятий один швидкохідний патрульний катер «Анкаран» (HPL 21) класу «Супер Двору» Mk.2, озброєний двома 20-мм гарматами й двома 7,62-мм кулеметами. У 2010 році Росія передала ВМС Словенії прикордонний сторожовий корабель «Триглав» проєкту 10412 «Світляк», який патрулює Адріатичне море. Комплект озброєння катера включає дві шестиствольні 30-мм артилерійські установки АК-306М, дві 14,5-мм кулеметні установки, ракетний комплекс «Штурм», корабельний комплекс постановки перешкод ПК-10. На борту корабля може розміщуватися до 16 комплектів переносних зенітно-ракетних комплексів (ПЗРК) «Ігла».